# Rudolf Kornke
Rudolf Kornke, ps. Insurgent, Kat, Rudko (ur. 28 września 1884 w Zagórzu k. Będzina, zm. 24 kwietnia 1958 w Chorzowie) – polski górnik, podporucznik artylerii Wojska Polskiego, powstaniec śląski, senator IV i V kadencji II RP oraz poseł na Sejm Śląski II i III kadencji w II RP, kawaler Orderu Virtuti Militari.

## Życiorys
Od 1904 pracował jako robotnik w fabryce kwasu siarkowego w Radzionkowie, później górnik kopalni „Barbara-Wyzwolenie” w Łagiewnikach, kopalni „Neue Helene” w Szarleju i kopalni „Rosenblumendelle” koło Essen. Działacz „Sokoła”, walczył w I wojnie światowej, w armii niemieckiej. W 1918 przewodniczący Rady Robotniczo-Żołnierskiej w Metz. Współtworzył Polską Organizację Wojskową na Górnym Śląsku, komendant okręgu VIII (tarnogórsko-bytomskiego). Dowódca w trakcie trzech powstań śląskich; 1922–1925 prowadził restaurację w Piekarach Śląskich; współtwórca Narodowo-Chrześcijańskiego Zjednoczenia Pracy. W latach 1926–1929 i 1936–1939 prezes Zarządu Głównego Związku Powstańców Śląskich, a w latach 1930–1933 komendant główny tej organizacji.
Po wybuchu II wojny światowej dotarł do Lwowa, gdzie 12 września 1939 współuczestniczył w formowaniu batalionu powstańczego (ok. 1000 ochotników). Po agresji sowieckiej wyjechał z Polski i przez Rumunię udał się na Bliski Wschód, następnie przebywał na południu Afryki, pracował m.in. na plantacjach tytoniu; od września 1939 poszukiwany niemieckim listem gończym.
Po 1945 członkowie Związku Powstańców Śląskich zrzeszeni byli w organizacji Związek Weteranów Powstań Śląskich, a od 1949 w Związku Bojowników o Wolność i Demokrację (ZBoWiD). Rudolf Kornke był przewodniczącym kapituły odznaczenia Gwiazda Górnośląska.
Po powrocie w 1947 do Polski podjął pracę w „Centrostalu” we Wrocławiu (1947–1949), a następnie w Zabrzańskich Zakładach Piwowarsko-Słodowniczych (1949–1956); prowadził kiosk Związku Inwalidów Głuchoniemych „Odrodzenie” w Chorzowie; od 1957 rencista.
Zmarł 24 kwietnia 1958 w Chorzowie, pochowany na cmentarzu parafii św. Jadwigi w Chorzowie; w końcu lat 80. grób został splantowany. 

## Ordery i odznaczenia
- Krzyż Srebrny Orderu Wojskowego Virtuti Militari nr 7864
- Krzyż Niepodległości z Mieczami (6 czerwca 1931)[6]
- Krzyż Oficerski Orderu Odrodzenia Polski (28 grudnia 1936)[7]
- Krzyż Walecznych[1]
- Krzyż na Śląskiej Wstędze Waleczności i Zasługi